# Hellmuth Karasek
Hellmuth Karasek (Brno, 1934. január 4. – Hamburg, 2015. szeptember 29.) német újságíró, irodalomkritikus és a színháztudomány professzora.

## Életpályája
Karasek Tübingenben német, angol és történelem szakon végzett az egyetemen, majd újságíróként kezdett dolgozni a Stuttgarter Zeitung című lapnál. Ezt követően egy évig fődramaturg volt a Württembergi Állami Színházban (Württembergisches Staatstheater), 1968-tól kezdve pedig a Die Zeit című hetilap színházkritikusaként dolgozott.
Igazi hírnevet 1974-től kezdve szerzett magának a Der Spiegel című hetilapnál, ahol 1996-ig irodalom- és filmkritikusként dolgozott.
1992-től a Hamburgi Egyetem Színháztudományi Intézetének professzora.
Karasek ma többek között a Die Welt, a Welt am Sonntag és a Berliner Morgenpost lapoknak dolgozik, és rendszeresen feltűnik különböző televíziós csatornákon is.

## Művei
- Carl Sternheim (1965)
- Max Frisch (1966)
- Deutschland, deine Dichter (1970)
- Brecht, der jüngste Fall eines Klassikers (1978)
- Karaseks Kulturkritik (1988)
- Billy Wilder (1992)
- Mein Kino (1994)
- Go West! (1996)
- Hand in Handy (1997)
- Das Magazin (1998)
- Mit Kanonen auf Spatzen, Geschichten zum Beginn der Woche (2000)
- Betrug (2001)
- Karambolagen, Begegnungen mit Zeitgenossen (2002)
- Freuds Couch & Hempels Sofa (2004)
- Auf der Flucht. Erinnerungen (2004)
- Süßer Vogel Jugend (2006)
- Vom Küssen der Kröten und andere Zwischenfälle (2008)
- Ihr tausenfaches Weh und Ach (2009)
- Im Paradies gibt's keine roten Ampeln (2011)
- Soll das ein Witz sein? Humor ist, wenn man trotzdem lacht (2011)